# Balzers
Balzers je općina u južnom dijelu kneževine Lihtenštajna. U općini živi 4 595 stanovnika (2017).
Glavni dio općine ležu uz Rajnu, ali općina ima i dvije eksklave u drugim dijelovima Lihtenštajna. Pored glavnog naselja Balzersa, u općini je i naselje Mäls.
Nedaleko općine je utvrda Burg Gutenberg.

## Vanjske povezcnice
- Službene stranice